# 2013年莎车县“12·30”暴力恐怖袭击事件
莎车县暴力事件是指2013年12月30日上午6时许发生在中國新疆西南部喀什地区莎车县的一起袭击县公安局的暴力事件，中国官方将此事件定性为“恐怖袭击”。
据新华社報導，当时9名恐怖分子持砍刀袭击，投掷爆炸装置，纵火焚烧警车。警方击毙8人，抓获1人。
新疆警方30日初步查明，以吾斯曼·巴拉提、阿布都艾尼·阿布都喀迪尔为首的9名恐怖分子自2013年8月起多次观看暴恐视频，宣扬宗教极端思想，结成暴恐团伙。该团伙筹措资金，制造爆炸燃烧装置并进行试爆，预谋实施恐怖襲擊。警方在抓捕现场缴获爆炸装置25枚、自制砍刀9把等一批作案工具。处置过程中警方无人员伤亡。

## 反应
新疆一名反恐官员称：“受境内外‘三股势力’的煽动影响，新疆暴恐活动进入高发期、活跃期，今年以来已经发生了多起暴恐事件”，“随着全球互联网和电讯业的迅速发展，暴恐思想的传播变得更快，范围更广，更直观。这使全球反恐怖机构都面临着同样的考验，中国也不例外。”
事件发生后当日，中国外交部发言人秦刚强调，恐怖主义是国际公害，中国愿与各国一道加强合作，给予通力打击。
美国国务院副发言人哈尔夫对莎车县暴力事件称“我们继续呼吁中国政府允许公民自由、公开、和平，不用担心被报复，能够自由地表达不满。我们同时呼吁维吾尔族人不要诉诸暴力，中国安全部队也要保持克制。”紧接着哈尔夫再次提及两个月前发生的天安门恐怖袭击，称“美国仍然在评估，没有将此次事件定性为恐怖袭击”。随后现场记者提问美国是否对之前俄罗斯伏爾加格勒發生的恐怖襲擊和中国事件双重标准，哈尔夫称每起事件都不同，否认对恐怖主义持双重标准。
2014年1月2日，在中国外交部例行记者会上，秦刚敦促美国政府在反恐问题上摈弃“双重标准”。

## 相關事件
2014年7月28日莎车县發生暴力恐怖袭击事件，造成平民37人死亡(其中汉族35人、维吾尔族2人)，13人受伤，31辆车被打砸，其中6辆被烧。军警击毙59人，抓捕涉案人员215人，缴获“圣战”旗帜以及大刀、斧头等作案工具。